# Grand Hôtel d'Houlgate
Le Grand Hôtel d'Houlgate est un ancien hôtel construit au XIXe siècle dans la station balnéaire d'Houlgate sur la Côte Fleurie (Calvados). Le bâtiment, transformé en immeuble d'habitations (résidence les Pléiades), fait l’objet d’une inscription au titre des monuments historiques depuis 2000.

## Histoire
En 1858, Jacques Baumier fonde avec différentes personnalités une société civile immobilière pour le développement de la station balnéaire de Beuzeval, aujourd'hui Houlgate. Il établit le premier plan d’urbanisme de la station balnéaire et commence en 1859 à construire les premières maisons de villégiature, l'église, ainsi qu'un grand hôtel.
Le Grand Hôtel est construit en plusieurs étapes. Le corps central est construit par Jacques Baumier en 1859. Son fils, René-Jacques Baumier, agrandit l'hôtel en rajoutant deux pavillons de part et d'autre d'autres du bâtiment de son père en 1896-1897 et par l'édification en 1904 à l'angle ouest d'une rotonde surmontée d'un dôme.

## Architecture
Le grand hôtel s'étend le long de la rue Baumier, parallèle à la mer. Il ne donne pas directement sur la plage, mais en est séparé par un jardin en terrasses aménagé en parcours de minigolf (entre les rues Baumier et Henri Dobert) et par le casino en contrebas.
Le bâtiment est constitué d'un corps central caractérisé par des pilastres d'ordre colossal en brique et un étage en attique doté d'un balcon en fine ferronnerie (construit par Jacques Baumier) enserré par deux pavillons (construits par René-Jacques Baumier) légèrement en saillie reprenant le style d'origine mais avec une décoration extérieure plus riche (chaînages verticaux en brique et pierres alternées, balcons de pierre, lucarnes ouvragées). Une rotonde surmontée d'un dôme est accolée au pavillon occidental.
Considéré comme l'un des édifices les plus remarquables du patrimoine balnéaire de la côte normande, le bâtiment a été inscrit par arrêté du 12 mai 2000. Sont concernées les façades et toitures de l'hôtel, y compris celles de la maison de gardien, à l'exception du bâtiment des anciennes écuries.